# Frieden von Gisors 1158
Der Frieden von Gisors von 1158 war der zweite von insgesamt vier abgeschlossenen Friedensverträgen zwischen Frankreich und der durch die englischen Könige regierten Normandie, speziell der Vexin.
Der Frieden wurde am 31. August 1158 zwischen Heinrich II. und Ludwig VII. geschlossen. Es wurde eine Ehe zwischen dem jüngeren Heinrich und Margarete von Frankreich, den Kindern der beiden Könige, beschlossen. Als Morgengabe sollte die englische Seite die Stadt Gisors, Neaufles und den normannischen Teil des Vexin einbringen. Weiter wurde geregelt, dass die Templer über Gisors wachen sollten, was bis 1161 der Fall war.